# قانون بوسمان
قانون بوسمان هو نظام يجيز انتقال اللاعبين المنتهية عقودهم بشكل حر ودون موافقة النادي وكذلك حرية انتقال اللاعب الأوروبي داخل نطاق دول الاتحاد الأوروبي واعتباره كلاعب محلي.

## تاريخ
في عام 1990 كان اللاعب جان مارك بوسمان يبحث عن نادٍ جديد للانتقال له بعد أن انتهى عقده مع لييج البلجيكي وكان يأمل بالانضمام إلى نادي دنكيرك الفرنسي إلا أن مطالب نادي لييج بالحصول على مقابل مادي للتخلي عنه رغم انتهاء عقده حالت دون إتمام الصفقة.
ومع إصرار النادي البلجيكي على عدم السماح لبوسمان بالرحيل، رفع لاعب خط الوسط قضية استمرت في المحكمة لخمس سنوات مستعينًا بخدمات المحامي جان لويس دوبون ويُمكن القول إن بوسمان نفسه لم يكن يتوقع أن صراعه الطويل للانتقال إلى فريق فرنسي مغمور سيُغير تاريخ كرة القدم، القضية عُرفت فيما بعد باسم «حكم بوسمان».

### الانتقالات قبل حكم بوسمان
لإتمام عملية انتقال لاعب إلى نادٍ جديد كان يجب أن يكون هناك اتفاق بين ناديه القديم والنادي الجديد وفي الواقع فإن الانتقالات في الأيام الحالية تتم بنفس الطريقة لكن في السابق كان يحق للنادي القديم المُطالبة بالمال للتخلي عن لاعبه حتى وإن انتهى عقده.
القوانين في تلك الفترة كان تفرض قيودًا خاصة على اللاعبين الأجانب، فعلى سبيل المثال لم يكن بإمكان فريق إنجليزي يلعب في دوري الأبطال أن يُشرك أكثر من ثلاثة لاعبين أجانب في المباراة بالإضافة إلى اثنين على مقاعد البدلاء، كان يُمكن شراء أي عدد من اللاعبين الأجانب لكن لم يكن ممكنًا استدعاء أكثر من خمسة للمباراة الواحدة.
وبالعودة إلى قصة بوسمان فإن عدم السماح له بالانتقال إلى الفريق الفرنسي لم تكن مشكلة اللاعب الوحيدة، فقد تم تخفيض أجر اللاعب كما تم إجباره على اللعب مع الفريق الاحتياطي وثم مع فريق الشباب.
بوسمان توجه لمحكمة العدل الأوروبية وادعى أنه كمواطن أوروبي يجب أن يتمتع بحرية التنقل بين دول الاتحاد الأوروبي للبحث عن عمل وطالب بتغيير نظام الانتقالات المعتمد في ذلك الوقت ليُسمح للاعبين المنتهية عقودهم بالانتقال إلى أندية أخرى.

### الانتقالات بعد حكم بوسمان
في 15 ديسمبر من عام 1995 أقرت المحكمة حكمًا لصالح بوسمان وتكون القرار من نقطتين أساسيتين.
1- لم يعد مسموحًا أن تطلب الأندية مقابلًا ماليًا للتخلي عن لاعبيها المنتهية عقودهم والراغبين بالانتقال إلى نادٍ آخر يتبع لدولة تحت لواء الاتحاد الأوروبي كما تم منح اللاعبين الحق في التفاوض مع أي نادي قبل ستة أشهر أو أقل على نهاية عقدهم مع ناديهم القديم.
2- أصبح بإمكان الأندية الأوروبية الاعتماد على عدد لا محدود من اللاعبين المنتمين لدول الاتحاد الأوروبي.
منذ أن حصل بوسمان على حكم لصالحه من المحكمة، تغير ميزان القوى بين الأندية واللاعبين لمصلحة اللاعبين وأصبح بإمكان اللاعب المنتهي عقده مُغادرة ناديه بشكلٍ حر ودون أي تكاليف مادية وهو ما سمح للأندية بإبرام صفقات دون صرف حتى يورو واحد.
الأندية الصغيرة استفادت كذلك من القرار، فلم يعد مبلغ الصفقة يُشكل عائقًا أمامها لكن الأندية الكبيرة استحوذت على النسبة الأكبر من الصفقات الأفضل وأصبحت فيما بعد هذه الصفقات ساحة صراع بين تلك الأندية.
اللاعبون وبالإضافة إلى منحهم حرية اتخاذ القرار فيما يخص مستقبلهم أصبح بإمكانهم الاستفادة من عقودٍ طويلة الأمد ورواتب سنوية مرتفعة بعد توفير رسوم الانتقال على خزينة ناديهم الجديد.
الرجل الذي سمح لعدد كبير من اللاعبين بأن يصبحوا من أصحاب الثروات، عاش حياةً بائسة فأعلن اعتزاله اللعب عام 1996 إثر تهديد الاتحاد البلجيكي بتنفيذ عقوبات رياضية على أي نادٍ يتعاقد معه فاتجه للعب مع أندية مغمورة آخرها فريق فرنسي في دوري الدرجة الرابعة الفرنسية.
وعانى بوسمان بعد ذلك من الاكتئاب وإدمان تناول المشروبات الكحولية وبعد أن حارب لسنواتٍ طويلة من أجل تغيير مصير لاعبي كرة القدم أصبح عليه أن يُقاتل ليعيش فقط حياةُ طبيعية.
الحكومة البلجيكية تكلفت بدفع 630 باوند كمعونة شهرية لبوسمان الذي يعتقد أنه لم ينل ما يستحقه لما حققه لعالم كرة القدم.
وتبقى كلماته التي قالها عن معركته لنيل حريته مؤثرةً حتى اليوم «لم أرد القيام بكل ما قمت به من أجل لا شيء، أنا سعيد لأن لاعبي كرة القدم أصبحوا يكسبون المزيد من الأموال، لست غيورًا ولا حاسدًا، لقد حاربت طوال مسيرتي لأّلا يكون لاعب كرة القدم مجرد عبد لدى الأندية».
«أردت فقط أن أكون معروفًا، الناس تعرف أن هناك حكم بوسمان لكنهم لا يعرفون أن هناك شابًا ضحى بكل شيء ودمّر حياته وأصبح الآن مُدمنًا للكحول من أجل ذلك».
وتعليقًا على تجديد عقد واين روني مع مانشستر يونايتد بعد تهديده بالمغادرة وفق قانون بوسمان، قال جان مارك «روني حصل على زيادة كبيرة في راتبه بعدما هدد بالانتقال وفق قانون بوسمان، بدلًا من الذهاب إلى ريال مدريد بقي مع مانشستر يونايتد وحصل على عقدٍ أفضل بكثير».
«إنه يتقاضى 30 ألف باوند في اليوم وأعتقد أن شخصًا ما يجب أن يفعل شيئًا من أجلي، ماذا سأفعل بـ 630 باوند في الشهر؟ قد يمنحني الاتحاد الدولي للاعبين راتبًا شهريًا أعين به عائلتي، لا أطلب 30 ألف باوند في اليوم لكن 2500 باوند في الشهر ستكون كافية».